# Lijst van ridderorden en onderscheidingen van maarschalk Tito
Onder de leiding van maarschalk Tito was Joegoslavië in de jaren zestig en zeventig van de 20e eeuw een in het internationale verkeer veel gezochte partner en een leider van de beweging van niet-gebonden staten. Tito legde dan ook veel staatsbezoeken af en hij ontving veel gasten. Zijn talloze bezoeken aan zo uiteenlopende landen als Cambodja, Zambia en Bolivia resulteerden in deze lijst van 116 ridderorden en onderscheidingen. Tito strijdt met prins Bernhard der Nederlanden, koningin Elizabeth II van het Verenigd Koninkrijk en Haile Selassie om het recordaantal onderscheidingen.
Een bron op het internet noemt de hieronder opgesomde ridderorden en enige, maar niet alle, medailles. De lijst werd op veel plaatsen gecorrigeerd.

## Joegoslavische onderscheidingen
Een aantal onderscheidingen, ze zijn met een *) gemerkt, droeg Tito ambtshalve. Andere eerbewijzen vielen hem ten deel omdat hij in de Tweede Wereldoorlog Joegoslaviës communistische partizanen aanvoerde.
- De Orde van de Grote Joegoslavische Ster 1954 *)
- De Orde van de Joegoslavische Ster 1954 *)
- De Orde van Vrijheid 1947
- De Orde van Nationale Held 1944
- De Orde van Nationale Held (tweede maal) 1972
- De Orde van Nationale Held (derde maal) 1977
- De Orde van Held van de Socialistische Arbeid 1950
- De Orde van Nationale Bevrijding 1945
- De Orde van de Militaire Vlag 1954 *)
- Grootlint in de Orde van de Joegoslavische Vlag[4] 1954 *)
- De Partizanenster met Gouden Lauwerkrans 1945
- De Orde van de Republiek met Gouden Lauwerkrans 1960 *)
- De Orde van Nationale Verdienste met Gouden Ster 1945
- De Orde van Broederschap en Eenheid met Gouden Lauwerkrans 1945
- De Orde van het Volksleger met Lauwerkrans 1954 *)
- De Orde voor Militaire Verdienste met Grote Ster 1954 *)
- De Orde voor Dapperheid 1945

## Decoraties van vreemde staten
- Grootlint met de Grote Keten van de Orde van de Zon, 1 november 1960 Afghanistan
- Grootlint in de Leopoldsorde (België), 6 oktober 1970
- De Grote Keten van de Orde van Aga Mah Tiri Tudam, 6 januari 1955 Birma
- De Grote Keten van de Nationale Orde van de Condor van de Andes, 29 september 1963 Bolivia
- De Grote Keten van de Nationale Orde van het Zuiderkruis, 19 september 1963 Brazilië
- De Orde van de Bevrijding van het Volk 1941-1944, 1e Klasse 25 november 1947 Bulgarije
- De Orde van de Negende September 1944 met Zwaarden, 1e Klasse, 25 november 1947 Bulgarije
- De Orde van Georgi Dimitrov, 22 september 1965 Bulgarije
- 1e Klasse met Grootlint in de Koninklijke Orde van Cambodja, 20 juli 1956
- De Grote Keten van de Nationale Orde van Onafhankelijkheid, 17 januari 1968 Cambodja
- Grootkruis in de Orde van Verdienste, 3 mei 1972 Centraal-Afrikaanse Republiek
- De Grote Keten van de Orde van Verdienste van de Republiek Chili, 24 september 1963
- Grootlint in de Congolese Orde van Verdienste, 10 september 1975 Republiek Congo
- Ridder in de Orde van de Olifant, 29 oktober 1974 Denemarken
- De Grote Gouden Ster der Volkerenvriendschap met grootlint van de “Duitse Democratische Republiek”, 8 juni 1965

De verhoudingen tussen het in de oorlog zwaar door de Duitse terreur getroffen Joegoslavië en Duitsland waren officieel goed omdat het om zogeheten "socialistische broederstaten" ging. Desondanks duurde het twintig jaar voordat Tito (Oost) Berlijn officieel bezocht.
- Karl Marx-orde van de “Duitse Democratische Republiek”, 12 november 1974
- Karl Marx-orde van de “Duitse Democratische Republiek”, 12 januari 1977

De "socialistische orden hadden meestal één enkele graad, daar stond tegenover dat men dezelfde onderscheiding meermalen kon krijgen.
- Grootkruis Bijzondere Klasse in de Orde van Verdienste van de Bondsrepubliek Duitsland, 24 juni 1974

In juni 1974 bezocht Tito Bonn voor een staatsbezoek en ontving hij dit voor staatshoofden gereserveerde grootkruis. Het bezoek was mogelijk geworden door de "Ostpolitik" van Egon Bahr en Willy Brandt.
- Grote Keten van de Orde van de Nijl, 28 december 1955 Egypte
- Grote Keten met Grootlint van de Orde van de Koningin van Sheba, 21 juli 1954 Ethiopië
- De Oorlogsmedaille van de Heilige George met de overwinningspalm, 21 juli 1954 Ethiopië
- Medaille voor de Landsverdediging met vijf palmtakken, 21 juli 1954 Ethiopië
- Commandeur-grootkruis van de Orde van de Witte Roos van Finland met Keten en Grootlint, 6 mei 1963
- Militair Kruis met palm 1939–1945, 7 mei 1956 Frankrijk

- Militaire Medaille, 7 mei 1956 Frankrijk

De toekenning van een "Medaille Militaire" aan iemand die ook het Legioen van Eer draagt geldt als Frankrijks hoogste militaire eerbewijs.
- Grootkruis in de Orde van het Legioen van Eer, 7 mei 1956 Frankrijk
- Commandeur in de Orde van Verdienste voor de zorg voor oud-strijders, 29 juni 1956 Frankrijk

De commandeursgraad is de hoogste graad in deze sinds 1964 niet meer verleende orde die de zorg voor veteranen en oorlogsslachtoffers beloont.
- Grootkruis in de Nationale Orde van Verdienste, 6 december 1976 Frankrijk

Dat men na het "Legioen van Eer" ook de lagere Franse "Nationale Orde van Verdienste" ontvangt, is opmerkelijk.
- Grootkruis van de Orde van de Verlosser, 2 juni 1954 Griekenland
- Honorair ridder-grootkruis[5] in de Meest Eerbare Orde van het Bad, 17 oktober 1972 Groot-Brittannië
- Grootkruis van de Strijders voor Onafhankelijkheid, 7 januari 1961 Guinee

- Grootkruis met Ster en Grootlint van de Orde van de Hongaarse Republiek, 7 december 1947
- Orde van Verdienste van de Volksrepubliek Hongarije, 1st Klasse, 7 december 1947
- Orde van de Vlag van de Volksrepubliek Hongarije met Briljanten 1st Klasse, 14 september 1964 Boedapest
- Orde voor Dapperheid (Indonesië), 28 december 1958
- Orde van de Grote Held, 7 april 1960 Indonesië
- Eerste Klasse met Grootlint in de Orde van de Grote Ster van de Republiek Indonesië 16 juni 1961
- 1e Klasse met Grootlint in de Orde van de Twee Rivieren (Wisam al-Rafidain), 14 augustus 1967 Irak
- 1e Klasse met Grootlint in de Militaire Divisie van de Orde van de Twee Rivieren, 7 februari 1979 Irak
- Grootlint en Grote Keten van de Orde van Pahlavi, 3 juni 1966 Perzië
- Herinneringsmedaille ter gelegenheid van het 25e Eeuwfeest van de Stichting van het Keizerrijk Iran 14 oktober 1971.

Een onderscheiding ter herinnering aan de geruchtmakend luxe plechtigheid in Persepolis. Ook daar was Maarschalk Tito aanwezig.
- Grootkruis met de keten in de Orde van Verdienste van de Republiek Italië, 2 oktober 1969
- Grootlint van de Hoogste Chrysanthemumorde, 8 april 1968 Japan
- Keten en Grootlint in de Orde van Hoessein ibn Ali, 11 februari 1979 Jordanië
- Grootkruis met Grootlint in de Orde van Verdienste van Kameroen, 21 juni 1967
- 1e klasse met Grote Keten van de Orde van Gouden Hart van Kenia, 18 februari 1970
- De Keten van Mubarak, 3 februari 1979 Koeweit
- Grootlint in de Hoogste Orde van de Pioniers van Liberia, 14 maart 1961
- Grootlint in de Orde van de Republiek Libië, november 1973
- Grootkruis in de Orde van de Gouden Leeuw van Nassau, 9 oktober 1970 Luxemburg

Maarschalk Tito werd door de Luxemburgse groothertog in deze Nederlands-Luxemburgse orde benoemd.
- Grote Keten van de Orde van Mohammedi, 1 april 1961 Marokko
- Grootlint in de Orde van Verdienste van Mauritanië, 5 september 1968
- Keten van de Nationale Orde van de Azteekse Adelaar, 30 maart 1963 Mexico
- Medaille van de Onafhankelijkheid, 15 oktober 1963 Mexico
- Orde van Suha Bator, 20 april 1968 Mongolië
- Grootlint en Keten in de Orde van Ojaswi Rajanya, 2 februari 1974 Nepal
- Ridder-Grootkruis in de Orde van de Nederlandse Leeuw, 20 oktober 1970 Nederland
- Orde van de Held van de Republiek met Grootlint, 25 augustus 1977 Noord-Korea
- 1e Klasse in de Orde van de Nationale Vlag, 25 augustus 1977 Noord-Korea
- Grootkruis met Keten in de Orde van Sint-Olaf, 13 mei 1965 Noorwegen
- Grote Ster in de Ereteken van Verdienste voor de Republiek Oostenrijk 9 februari 1965
- Hoogste Orde Nishan Pakistan, 13 januari 1961
- Orde van Manuel Amador Guerrero met de Keten, 15 maart 1976 Panama
- Het Grunwald Kruis 1e Klasse, 19 oktober 1945 Polen
- Medaille voor de Overwinning en de Vrijheid, 1945 16 maart 1946 Polen
- Het Partizanenkruis, 16 maart 1946 Polen
- Grootkruis in de Orde Virtuti Militari, 16 maart 1946 Polen
- Grootkruis in de Orde Polonia Restituta, 25 juni 1964 Polen
- Grootkruis in de Orde Polonia Restituta, 4 mei 1973 Polen
- Grootlint met Grote Keten van de Orde van Sint-Iago, 23 oktober 1975 Portugal
- Grootlint met Grote Keten van de Orde van de Infant Dom Henrique, 17 oktober 1977 Portugal
- De Keten van de Orde van Carol I, 16 december 1947 Roemenië
- Orde van Michaël de Dappere 1e Klasse, 19 december 1947 Roemenië
- Orde van Michael 2e Klasse, 19 december 1947 Roemenië
- Orde van Michael 3e Klasse, 19 december 1947 Roemenië
- 1e Klasse van de Orde van de Ster van de Volksrepubliek Roemenië, 18 april 1966
- Orde van de Overwinning van het Socialisme, 16 mei 1972 Roemenië

Maarschalk Tito werd dus door de koning én door het communistische regime dat de Roemeense vorst verdreef gedecoreerd.
- Grootkruis van de Orde voor Burgerlijke en Militaire Verdienste van San Marino, 25 september 1967. Deze orde wordt door Joegoslavische bronnen genoemd maar bestaat echter niet. Men zal de Orde van Sint-Marinus bedoeld hebben.
- Grootlint in de Nationale Orde van de Leeuw, 30 augustus 1975 Senegal
- Grote Keten van de Orde van Eer, 12 februari 1959 Soedan
- Grootlint in de Orde van de Somalische Ster, 26 maart 1976
- Orde van Suvorov, september 1944 Sovjet-Unie
- Orde van de Victorie, 29 september 1945 Sovjet-Unie

Maarschalk Tito was een van de vier buitenlandse dragers van deze bijzondere onderscheiding. De ster was van platina en met 150 diamanten en robijnen ingelegd.
- De Herinneringsmedaille voor 20-jarige herdenking van de Grote Patriottische Oorlog,[9] 30 juni 1965 Sovjet-Unie
- De Leninorde, 5 juni 1972 Sovjet-Unie
- De Orde van de Oktoberrevolutie, 16 augustus 1977 Sovjet-Unie
- 1e Klasse met Grootlint in de Nationale Orde van Omayyad, 6 februari 1974 Syrië
- Grootkruis met Grootlint in de Orde van de Mono, 23 juni 1976 Togo
- Grootlint in de Orde van de Witte Leeuw, 22 maart 1946 Tsjecho-Slowakije

- De Eerste Klasse van de Militaire Orde van de Witte Leeuw voor de Overwinning, 22 maart 1946[10] Tsjecho-Slowakije
- Orde van de Slowaakse Volksopstand Eerste Klasse, 22 maart 1946 Tsjecho-Slowakije
- Militair Kruis voor Verdienste 1939-1945, 22 maart 1946 Tsjecho-Slowakije
- Tsjecho-Slowaaks Militair Kruis, 22 maart 1946 Tsjecho-Slowakije
- Keten en Grootlint in de Orde van de Witte Leeuw, 26 september 1964[10] Tsjecho-Slowakije
- Grote Keten van de Orde van de Onafhankelijkheid, 9 april 1961 Tunesië
- De Keten van de Hoogste Orde van de Bevrijder, 17 maart 1976 Venezuela
- 1e Klasse met Grootlint in de Orde van de Grote Leider en Belangrijke Strijder voor de Vrijheid, 8 februari 1970 Zambia
- Ridder in de Orde van de Serafijnen, 29 februari 1959 Zweden

## Voetnoten
1. ↑  De staatsalmanak van het Koninkrijk der Nederlanden vermeldt de 96 onderscheidingen van de prins der Nederlanden.
2. ↑  Elizabeth II bezat in december 2007 72 buitenlandse ridderorden, 18 onderscheidingen uit het Gemenebest en 51 Britse onderscheidingen waarbij haar waardigheid als grootmeesteres, soevereine of beschermvrouwe van veertig ridderorden is meegeteld.
3. ↑  Zoals in dictaturen gebruikelijk werd ook Tito officieel bewierookt. Zijn orden werden op deze lijst nóg imposanter gepresenteerd dan ze al zijn. Een sprekend voorbeeld is de vermelding "met keten en grootlint" bij de Orde van het Bad. Alle Grootkruisen krijgen deze versierselen. De Servische bron laat daarentegen weg dat het om een "honorair" lidmaatschap ging. Ook de Nederlandse en Belgische onderscheiding werden met vergelijkbare hyperbolen beschreven. De grootkruisen, grootlinten zou juister zijn, van de Leopoldsorde dragen altijd een grootlint en "Grand Knight's Cross of Lion of the Netherlands 1st Class with Sash" is een vreemde voorstelling van zaken omdat de rang "ridder-grootkruis" is en er geen "grootkruisen der Eerste Klasse" bestaan. Voor het lint geldt wat ook al bij België werd opgemerkt.
4. ↑  Hieronymussen noemt deze graad "Ie Klasse"
5. ↑  Buitenlanders worden als "honoraire leden" in de Britse ridderorden opgenomen. Zij mogen zich geen "Sir" noemen
6. ↑  Hieronymussen noemt Tito, Eisenhower, Montgomery en koning Michaël van Roemenië
7. ↑  Er waren veertien Russische maarschalken met deze orde onderscheiden waarvan drie de orde tweemaal ontvingen.
8. ↑  Generaal Eisenhower liet zijn ster taxeren en ontdekte zo dat het in het werkelijkheid om strass en gekleurd glas ging, zie het hoofdartikel over deze orde.
9. ↑  Deze medaille werd aan de miljoenen veteranen van de Tweede Wereldoorlog uitgereikt, dat ook Tito hem kreeg is uitzonderlijk.
10. 1 2  (cs) Archiv Kanceláře prezidenta republiky, Československý řád Bílého lva a Československá medaile Bílého lva (1922-1990), Čs. řád Bílého lva. Gezien op 30 januari 2017.

Wilhelm II van Duitsland ·
Manfred von Richthofen ·
maarschalk Stalin ·
Hermann Göring ·
maarschalk Tito ·
koningin Juliana der Nederlanden ·
prins Bernhard der Nederlanden ·
Elizabeth II ·
koning Boudewijn der Belgen ·
prinses Beatrix der Nederlanden ·
prinses Margriet der Nederlanden ·
koning Willem-Alexander der Nederlanden ·
Prins Hendrik der Nederlanden

Zie ook: Ridderorde